# Astra 357
L’Astra 357  est un révolver de calibre .357 Magnum développé par Astra Unceta y Cia au début des années 1970.

## Historique
Astra Unceta se lance dans la fabrication de revolver à la fin des années 1950. Leurs premiers modèles, le Cadix et ses dérivés, sont toutefois considérés de qualité assez moyenne. Au début des années 1970, l’entreprise tente de développer un revolver chambré en .357 Magnum. Contrairement au Cadix, l’Astra 357 se révèle être une arme de bonne qualité, réputée précise et fiable, notamment en regard de son prix, généralement plus faible que celui des modèles équivalents.

## Description
L’Astra 357 est un revolver à carcasse fermée et barillet pivotant à six coups, dont les chambres couvrent entièrement les cartouches. Il est visuellement proche des revolvers similaires produits par Smith & Wesson. Le mécanisme est à double action. Les mires sont de type Patridge à l’arrière et ont une forme de rampe à l’avant. La carcasse a une finition bleuie et polie. 
L’arme existe en plusieurs versions se distinguant par la longueur du canon, pouvant être de 3 pouces (76,2 mm), 4 pouces (101,6 mm), 6 pouces (152,4 mm) ou 8,5 pouces (215,9 mm). Les modèles à canon court disposent également d’une poignée plus courte, afin de les rendre les plus petits possible. Celles-ci sont en noisetier avec un quadrillage afin d’améliorer la tenue en main. De même, la queue de détente et le chien sont dotés de rainures pour éviter au doigt de glisser.